# Osborne Bartley
Alf Osborne Bartley, född den 20 juli 1919 i Göteborg, död den 24 oktober 2019 i Stockholm, var en svensk läkare,  fackföreningsman  och ämbetsman. 
Osborne Bartley var son till sjökapten Gustaf Bartley (1887–1951) och Kristine Petersen (1893–1951) från Danmark samt sonson till skepparen Martinus Johansson.
Han blev medicine licentiat 1949 i Stockholm och medicine doktor 1960 i Göteborg samt var professor i röntgendiagnostik vid Göteborgs universitet från 1966 och ordförande i SACO-förbundet Sveriges Läkarförbund 1968–1972. Han var samtidigt ordförande i SACO 1968–1980 (SACO/SR från 1975) och därefter landshövding i Västmanlands län 1980–1985.
Riddare av Kungl. Nordstjärneorden 1970. Han var i sitt andra äktenskap gift med Mirja Kvaavik från 1981 till sin bortgång.